# Kosmos 2447
Kosmos 2447, ruski navigacijski satelit (globalno pozicioniranje) iz programa Kosmos. Vrste je GLONASS-M (Glonass br. 727, Uragan M br. 727). 
Lansiran je 25. prosinca 2008. godine u 08:49 s kozmodroma Bajkonura (Tjuratam) u Kazahstanu. Lansiran je u srednje visoku orbitu oko planeta Zemlje raketom nosačem Proton-K/DM-2 8K72K. Orbita mu je 19131 km u perigeju i 19163 km u apogeju. Orbitna inklinacija mu je 64,82°. Spacetrackov kataloški broj je 33466. COSPARova oznaka je 2008-067-A. Zemlju obilazi u 676,41 minutu. Pri lansiranju bio je mase kg.
Još dva Glonassa lansirana su u ovoj misiji. Više dijelova iz ove misije odvojilo se, oni koji su neko vrijeme kružili u niskoj orbiti vratili su se u atmosferu, a neki i dalje kruže u srednjoj i visokoj orbiti.

## Vanjske poveznice
- Glonass  Arhivirana inačica izvorne stranice od 18. lipnja 2006. (Wayback Machine) (rus.)
- Glonass Constellation Status (engl.)
- N2YO.com Search Satellite Database (engl.)
- Celes Trak SATCAT Format Documentation (engl.)
- Kunstman  Arhivirana inačica izvorne stranice od 12. kolovoza 2019. (Wayback Machine) Satellites in Orbit (engl.)